# Asiolasma ailaoshan
Espèce
Synonymes
- Cladolasma ailaoshan Zhang, Zhao & Zhang, 2018

Asiolasma ailaoshan est une espèce d'opilions dyspnois de la famille des Nemastomatidae.

## Distribution
Cette espèce est endémique du Yunnan en Chine. Elle se rencontre dans le xian de Zhenyuan.

## Description
Le mâle holotype mesure 2,80 mm et la femelle paratype 4,60 mm.

## Systématique et taxinomie
Cette espèce a été décrite sous le protonyme Cladolasma ailaoshan par Zhang, Zhao et Zhang en 2018. Elle est placée dans le genre Asiolasma par Martens en 2019.

## Étymologie
Son nom d'espèce lui a été donné en référence au lieu de sa découverte, la réserve naturelle nationale d'Ailaoshan.

## Publication originale
- Zhang, Zhao & Zhang, 2018 : « Cladolasma ailaoshan, a new species of the genus Cladolasma Suzuki, 1963 from China (Opiliones, Nemastomatidae, Ortholasmatinae). » ZooKeys, vol. 748, p. 11–20 (texte intégral).